# Спомен гробље бораца НОР-а у Новом Саду
Спомен гробље бораца НОР-а у Новом Саду, меморијални је комплекс који је формиран у оквиру Градског гробља, на правоугаоној површини од 108,67x142,95m. Спомен гробље представља непокретно културно добро као просторна културно-историјска целина од великог значаја.

## Подизање и отварање
Завршено је и отворено за јавност 21. октобра 1984. године, поводом четрдесете годишњице ослобођења Новог Сада. На гробљу су сахрањена 286 погинула борца, а уклесана су и имена 538 погинулих, учесника НОР-а од 1941—1945. године, који су сахрањени на другим местима. Спомен-гробље је подигнуто по идејном урбанистичко архитектонском решењу архитекте Чедомира Радовића, вајара Војина Дедејића и групе сарадника, а према Главном пројекту израђеном 1982. године, са скулпторски обрађеним каменим спомен-симболом, чији је аутор академски вајар Сава Халугин. Главни пројекат израђен је 1984. у ПБ „Војводинаинвест”. 

## Симболика спомен-гробља
Спомен-гробље је правоугаоног облика које је стазама у каменој коцки издељено на 5 x 12 поља, која симболишу године и месеце рата, а на којима се према броју и времену погибије бораца налазе распоређена спомен-обележја - симболи од белог камена, око 90 цм висине, скулпторски обрађена са уклесаним именом, презименом, годином рођења и годином смрти сваког борца. Дијагонално по правоугаоној површини Спомен-гробља води стаза од гранитне коцке са каменим белезима у громадама преко 3 м висине, који симболично представљају „нишан” и „мушицу” пушке, односно револуционарни пут и правац којим су током година и месеци трајања НОР-а, били усмерени његови учесници. Основно поље и поља унутар њега симболишу просторне и временске компоненте револуције. Уз почетни и крајњи белег су, на дијагоналној стази кроз Спомен-гробље, каменом коцком поплочани тргови, намењени скупљању омладине и комеморацијама.
Читава површина Спомен-гробља је окружена зеленилом, које га уклапа и повезује са околином, а партерна површина је под травом и цвећем.